# Sindrome da scomparsa dei dotti biliari intraepatici
La sindrome da scomparsa dei dotti biliari intraepatici o VBDS (dal nome inglese "Vanishing bile duct syndrome" è la riduzione o danneggiamento dei dotti biliali del fegato che porta alla ductopenia e che può dipendere da una serie di differenti cause patologiche.

## Eziologia

### Congenita/Nell'età dello sviluppo
Nei feti e nei neonati i dotti biliali si rimodellano. La malformazioni possono essere atresiche o fibrotiche.

#### Associazione cromosomica
- Trisomia 17, 18 e 21

#### Associazione genetica
- Fibrosi cistica
- Carenza di alfa 1-antitripsina
- Acidemia da acido tri-idrossi-coprostanico
- Patologie biliari

### Associazione immunologica
Il danneggiamento e la scomparsa dei dotti biliari può derivare da patologie autoimmuni. Le cellule T riconoscono gli antigeni delle cellule biliari epatiche danneggiandole.

### Altre cause
- Cirrosi biliare primitiva
- Colangite sclerosante primitiva
- Linfoma di Hodgkin
- Graft-versus-host disease cronica
- Uso di droghe o intossicazione
- Ischemia

## Presentazione clinica
La presentazione dipende dall'eziologia. Il decorso può essere acuto o cronico.

### Sintomi
- Astenia
- Anoressia
- Dolore addominale
- Perdita di peso
- Prurito

### Segni
- Iperlipidemia
- Dismetabolismo
- Carenza di vitamine liposolubili
- Elevata fosfatasi alcalina
- Elevata gammaglutammiltransferasi
- Elevata bilirubina diretta

## Trattamento
Il trattamento dipende dalla eziologia associata. Non essendo possibile indurre la ricrescita dei dotti, il trattamento è di supporto.

### Metodi terapeutici
- Assunzione di acido ursodesossicolico
- Trapianto dell'organo